# Roter Stettiner
Der Rote Stettiner oder auch Roter Winterstettiner ist eine historische Apfelsorte, die nach Angabe des Pomologen Werner Schuricht noch Ende des 18. Jahrhunderts in Deutschland die bekannteste gewesen sein soll.

## Geschichte
Der Rote Stettiner ist eine historische Apfelsorte, die bereits in der frühen Neuzeit in Süddeutschland bekannt und verbreitet gewesen ist. Man nimmt an, dass die Sorte von Kreuzfahrern eingeführt wurde. Auf eine weite Verbreitung verweisen auch die zahlreichen regionalen Synonyme, denn die Sorte hieß fast in jeder Landschaft anders: „Roter Glasapfel“ in Nassau, „Roter Steinhurdlecher“ oder „Rotbreitling“ im Badischen, „Bietigheimer“ in Württemberg sowie „Berliner“, „Mohren-Stettiner“ und „Eisapfel“ in Thüringen und der Provinz Sachsen.

## Beschreibung
Der Rote Stettiner bildet kugelförmig abgeflachte Früchte und gehört damit zur Gruppe der „Plattäpfel“. Die Sorte gilt als robust, langlebig und wenig anspruchsvoll. Dank ihrer extrem langen Haltbarkeit, die unter optimalen Lagerbedingungen bis Mai oder sogar Juni reichen kann, war der Rote Winterstettiner im historischen Obstbau stark verbreitet. In einer Beschreibung von 1891 heißt es: „Sehr beliebter Dauerapfel für Winter und Frühjahr zu allen wirtschaftlichen Zwecken, der auf dem Markte stets gern gekauft wird; lässt sich auch gut versenden.“
Der Baum zeigt allerdings eine große Neigung zu Krebs und trägt im Vergleich mit anderen Sorten weniger. Erst in höherem Alter bildet er ausreichend Früchte.

## Verwendung
Der Rote Winterstettiner ist in erster Hinsicht ein Wirtschaftsapfel, kein Tafelapfel. Er eignet sich gut für Apfelkuchen.